# Langues birmano-qianguiques
Pour les articles homonymes, voir Lolo.
Les langues birmano-qianguiques ou tibéto-birmanes orientales sont une famille proposée des langues sino-tibétaines, parlées au Sud-Ouest de la Chine et en Birmanie (ou Myanmar). Cette famille est constituée des branches lolo-birmanes et na-qianguiques, incluant également le tangoute, éteint.

## Classification
|  | Birman    |
|  |           |
|  | Lolo (en) |
|  |           |

|  | Naïque        |
|  |               |
|  | Qianguique    |
|  |               |
|  | Ersuique (en) |
|  |               |

|  | Birman    |
|  |           |
|  | Lolo (en) |
|  |           |

|  | Naïque        |
|  |               |
|  | Qianguique    |
|  |               |
|  | Ersuique (en) |
|  |               |